# Les Jocondes
Pour plus de détails, voir Fiche technique et Distribution.
Les Jocondes est un film de mœurs français réalisé par Jean-Daniel Pillault et sorti en 1983.

## Fiche technique
Sauf indication contraire, les informations mentionnées dans cette section peuvent être confirmées par la base de données cinématographiques IMDb,  présente dans la section « Liens externes ».
- Titre original : Les Jocondes[1]
- Réalisation : Jean-Daniel Pillault
- Assistant à la réalisation : Yves Amoureux
- Scénario : Yves Dangerfield, Jean-Daniel Pillault
- Photographie : Thierry Arbogast
- Montage : Michèle Darmon
- Son : Jacques Thomas-Gérard
- Musique: John Lennon, Jacques Dutronc[2]
- Scripte : Marie-Sylvie Caillierez
- Société de production : Eole Films, Harvest Productions
- Format : Couleur - Son mono
- Pays de production :  France
- Langue de tournage : français
- Genre : Film de mœurs[3], drame
- Durée : 90 minutes (1h30)
- Date de sortie : 
  - France : 29 juin 1983

## Distribution
- Diane Lahumière : Pascale
- Marie-Agnès Then : Dominique
- Marc de Jonge : Frédéric
- Dominique Frot
- Rebecca Potok

## Distinction
- Mention spéciale à l'édition 1982 du festival international du film de Locarno.